# Station Gjerstad
Station Gjerstad is een spoorwegstation in het dorp Gjerstad in de gelijknamige gemeente Gjerstad in het zuiden van Noorwegen. Het station, aan Sørlandsbanen, werd geopend in 1935. Het is tegenwoordig onbemand. Vanaf het station rijden bussen naar Risør en Tvedestrand.